# Koštan-Tau
Koštan-Tau (rusky Коштан-тау, karačaj-balkarsky: Коштан тау, v překladu nebesky modrá hora) je hora v Kabardsko-balkarské republice Ruské federace. Se svou výškou 5 152 m je čtvrtou nejvyšší horou Kavkazu. Vrchol se stejně jako většina nejvyšších hor Kavkazu nenachází přímo na hlavním kavkazském hřebenu, ale na bočním hřebenu jdoucím od vrcholu Dychtau, od hlavního kavkazského hřebenu odděleném sedlem ve výšce 3 836 m. Masiv hory je značně zaledněn, stéká z něj několik údolních ledovců o délce až 6 km, všechny odvodňované do povodí řeky Terek. Vrchol se nachází na území Kabardsko-balkarské vysokohorské rezervace (zapovědnik).

## Výstupy
Vrcholu bylo poprvé dosaženo v roce 1889 skupinou G. Vulleye. Všechny výstupové cesty jsou náročnými horolezeckými výstupy. Výstupové trasy jsou:
- Severní hřeben 4B (klasická cesta)
- Severozápadní žebro severního hřebene 4B
- Severovýchodní stěna 5A
- Severozápadní žebro západního hřebene, 5B
- Jihovýchodní žebro, 5B
- Jihozápadní žebro 5B
- Východní hřeben 5B
- Severní stěna několik cest 5B - 6A
- Travers Koštan-Tau - Dychtau 6A